# Galerada

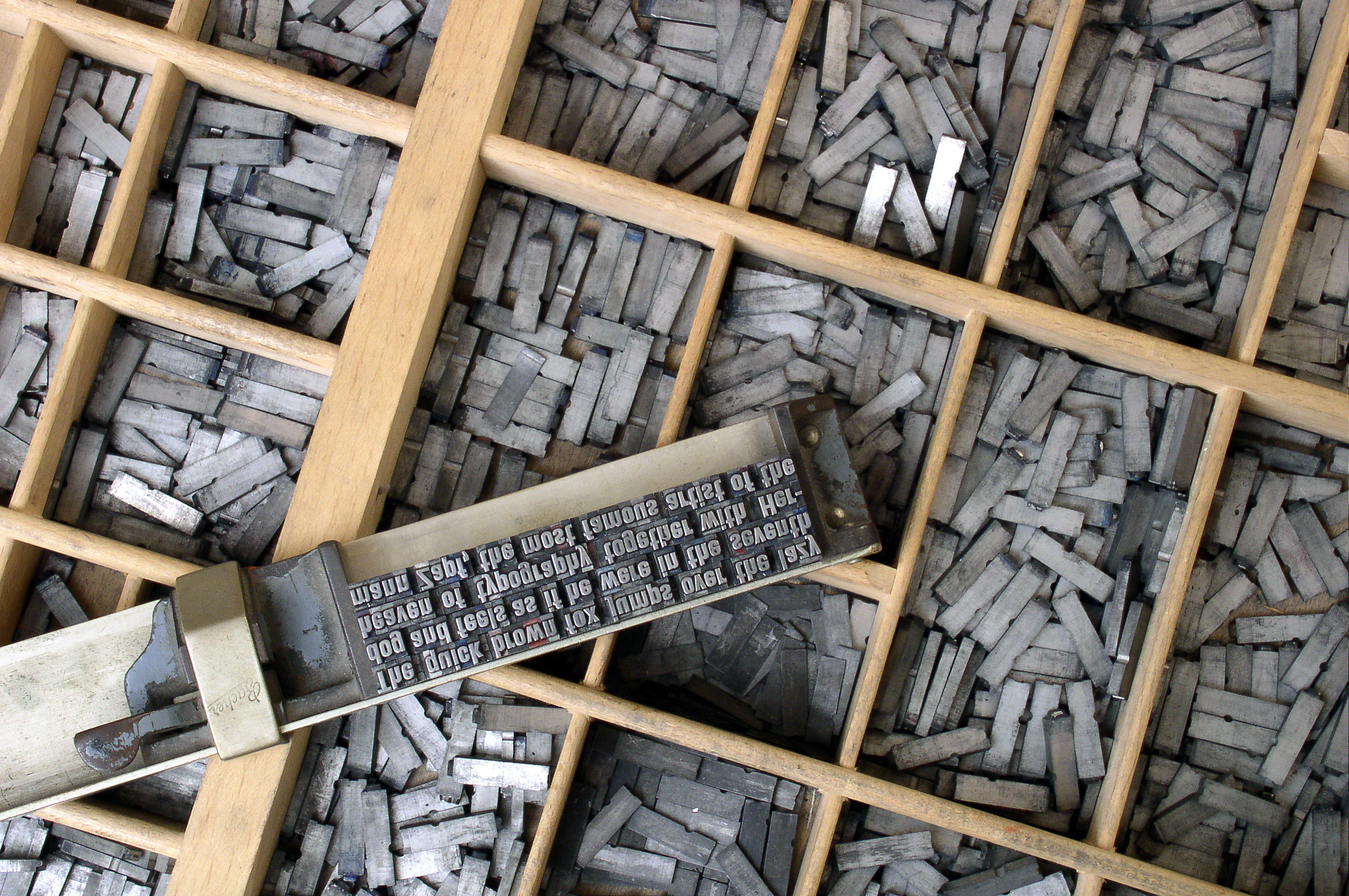
Tipus mòbils en un componedor

Una galerada és un motlle de composició tipogràfica, manual o mecànica, la llargària del qual depèn de la mida de la galera. Per extensió, qualsevol prova que hom treu d'aquest motlle a efectes de corregir-lo ortotipogràficament, o qualsevol prova de text sense compaginar.